# Karatel
Karatel (russisk: Каратель) er en sovjetisk spillefilm fra 1968 af Manos Zakharias.

## Medvirkende
- Jevgenij Kindinov som Vangelis
- Marija Vandova som Marija
- Viktor Sotskij-Voinicescu som Dimitris
- Georgij Burkov som Nikos
- Sergej Shakurov som Tony